# Espen Aarnes Hvammen
Espen Aarnes Hvammen (ur. 13 listopada 1988 w Minnesund) – norweski łyżwiarz szybki.
W wieku 25 lat Hvammen uczestniczył w Zimowych Igrzyskach Olimpijskich 2014 w Soczi. Brał wówczas udział w dwóch konkurencjach łyżwiarstwa szybkiego: biegu na 500 m, gdzie zajął 12. miejsce oraz biegu na 1000 m, gdzie zajął 31. miejsce.

## Rekordy życiowe
| Dystans | Czas    | Data              | Miejsce        |
| ------- | ------- | ----------------- | -------------- |
| 500 m   | 34,46   | 22 listopada 2015 | Salt Lake City |
| 1000 m  | 1.08,37 | 21 listopada 2015 | Salt Lake City |
| 1500 m  | 1.55,18 | 9 sierpnia 2008   | Hamar          |
| 3000 m  | 4.15,79 | 5 lutego 2006     | Hamar          |
| 5000 m  | 8.05,31 | 19 lutego 2006    | Trondheim      |
| Źródło: |         |                   |                |